# Mateusz Góralski
Mateusz Góralski (ur. 17 stycznia 1994 w Płocku) – polski piłkarz ręczny, prawoskrzydłowy, od 2018 zawodnik Wisły Płock.

## Kariera sportowa
Wychowanek klubu MUKS 21 Płock. Następnie zawodnik Wisły Płock. W Superlidze zadebiutował 11 maja 2013 w meczu z MMTS-em Kwidzyn (30:22), zaś dwie pierwsze bramki rzucił 8 listopada 2013 w spotkaniu z Pogonią Szczecin (33:21). W sezonie 2013/2014 rozegrał w Superlidze pięć meczów i zdobył cztery gole. Ponadto znalazł się w kadrze meczowej w sześciu spotkaniach Ligi Mistrzów, a w rywalizacji z THW Kiel (25:34; 1 grudnia 2013) otrzymał karę dwóch minut.
W latach 2014–2018 był zawodnikiem Piotrkowianina Piotrków Trybunalski. W sezonie 2015/2016, w którym rozegrał w I lidze 24 mecze i zdobył 72 gole, wywalczył z Piotrkowianinem awans do Superligi. W sezonie 2016/2017 rozegrał w najwyższej polskiej klasie rozgrywkowej 28 spotkań i rzucił 70 bramek. W sezonie 2017/2018 wystąpił w 30 meczach, w których zdobył 89 goli. W lipcu 2018 powrócił do Wisły Płock, z którą podpisał dwuletni kontrakt. W sezonie 2018/2019 rozegrał w lidze 17 meczów i zdobył 41 goli, a ponadto zanotował osiem występów w Lidze Mistrzów (bez rzuconej bramki).
W 2013 uczestniczył w otwartych mistrzostwach Europy U-19 w Göteborgu, podczas których rozegrał siedem meczów i zdobył 28 bramek. W 2014 z reprezentacją Polski U-20 uczestniczył w turnieju kwalifikacyjnym do mistrzostw Europy U-20, podczas którego rozegrał trzy spotkania i rzucił jedną bramkę. W 2015 wraz z kadrą Polski U-21 wziął udział w turnieju eliminacyjnym do mistrzostw świata U-21, w którym wystąpił w trzech meczach i zdobył trzy gole.
Od 2016 powoływany do reprezentacji Polski B.

## Statystyki
| Klub                               | Sezon     | Liga      | Superliga | Superliga | Superliga |   | Puchar Polski | Puchar Polski | Puchar Polski |   | Liga Mistrzów | Liga Mistrzów | Liga Mistrzów |     | Razem | Razem | Razem |
| Klub                               | Sezon     | Liga      | M         | B         | Śr.       | M | B             | Śr.           | M             | B | Śr.           | M             | B             | Śr. |       |       |       |
| ---------------------------------- | --------- | --------- | --------- | --------- | --------- | - | ------------- | ------------- | ------------- | - | ------------- | ------------- | ------------- | --- | ----- | ----- | ----- |
| Wisła Płock                        | 2012/2013 | Superliga | 1         | 0         | 0         | 0 | 0             | 0             | –             | – | –             | 1             | 0             | 0   |       |       |       |
| Wisła Płock                        | 2013/2014 | Superliga | 5         | 4         | 0,8       | 1 | 5             | 5             | 6             | 0 | 0             | 12            | 9             | 0,8 |       |       |       |
| Wisła Płock                        | Razem     | Razem     | 6         | 4         | 0,7       | 1 | 5             | 5             | 6             | 0 | 0             | 13            | 9             | 0,7 |       |       |       |
| Piotrkowianin Piotrków Trybunalski | 2014/2015 | I liga    | 16        | 59        | 3,7       | 0 | 0             | 0             | –             | – | –             | 16            | 59            | 3,7 |       |       |       |
| Piotrkowianin Piotrków Trybunalski | 2015/2016 | I liga    | 24        | 72        | 3         | 2 | 7             | 3,5           | –             | – | –             | 26            | 79            | 3   |       |       |       |
| Piotrkowianin Piotrków Trybunalski | 2016/2017 | Superliga | 28        | 70        | 2,5       | 2 | 5             | 2,5           | –             | – | –             | 30            | 75            | 2,5 |       |       |       |
| Piotrkowianin Piotrków Trybunalski | 2017/2018 | Superliga | 30        | 89        | 3         | 1 | 4             | 4             | –             | – | –             | 31            | 93            | 3   |       |       |       |
| Piotrkowianin Piotrków Trybunalski | Razem     | Razem     | 98        | 290       | 3         | 5 | 16            | 3,2           | –             | – | –             | 103           | 306           | 3   |       |       |       |
| Wisła Płock                        | 2018/2019 | Superliga | 17        | 41        | 2,4       | 2 | 4             | 2             | 8             | 0 | 0             | 27            | 45            | 1,7 |       |       |       |
| Stan na koniec sezonu 2018/2019    |           |           |           |           |           |   |               |               |               |   |               |               |               |     |       |       |       |